# Толосса Коту
Толосса Коту Тэрфе (англ. Tolossa Kotu Terfe; род. 25 декабря 1952) — эфиопский легкоатлет, выступавший в беге на длинные дистанции; тренер. Участник летних Олимпийских игр 1972 и 1980 годов.

## Биография
Толосса Коту родился 25 декабря 1952 года.
В 1972 году вошёл в состав сборной Эфиопии на летних Олимпийских играх в Мюнхене. В беге на 5000 метров занял в полуфинале 4-е место, показав результат 13 минут 46,2 секунды и уступив 9,8 секунды попавшему в финал с 3-го места Мариано Харо из Испании.
В 1980 году вошёл в состав сборной Эфиопии на летних Олимпийских играх в Москве. В беге на 10 000 метров занял 4-е место с результатом 27.46,47, уступив 3,78 секунды завоевавшему золото Мирутсу Ифтеру из Эфиопии.
По итогам 1980 года занял 7-е место в мировом рейтинге бегунов на 10 000 метров по версии американского ежемесячного журнала Track & Field News.
В 1981 году участвовал в Кубке мира в Риме, где занял 5-е место в беге на 5000 метров (14.11,4). В том же году выступал на чемпионате мира по бегу по пересечённой местности в Мадриде, где стал 75-м на дистанции 12 км.
По окончании выступлений стал тренером. Среди его воспитанников — трёхкратный олимпийский чемпион и пятикратный чемпион мира Кенениса Бекеле. Также тренировал сборные Эфиопии и Бахрейна по лёгкой атлетике.

## Личные рекорды
- Бег на 3000 метров — 8.07,8 (16 сентября 1973, Риети)[4]
- Бег на 5000 метров — 13.23,95 (7 июня 1981, Гейтсхед)[7][4]
- Бег на 10 000 метров — 27.46,47 (27 июля 1980, Москва)[7]